# 全国中等学校優勝野球大会行進歌
「全国中等学校優勝野球大会行進歌」（ぜんこくちゅうとうがっこうゆうしょうやきゅうたいかいこうしんか）は、1935年（昭和10年）8月の第21回全国中等学校優勝野球大会開催に当たって作成された日本の行進曲である。戦後に大会名が「全国高等学校野球選手権大会」へ改称されて以降も、開会式の入場行進においては本楽曲のインストゥルメンタル版が「（全国中等学校優勝野球）大会行進曲」として継続使用されている。
作詞：富田砕花、作曲：山田耕筰。

## 解説
全国中等学校優勝野球大会を主催する大阪朝日新聞（現在の朝日新聞大阪本社）では、1934年（昭和9年）の第20回記念大会開催記念事業として主会場の甲子園球場前に「野球塔」を建設した。1935年（昭和10年）8月の第21回大会ではこの野球塔建設に次ぐ記念事業として1926年（大正15年）制定の大会歌「全国中等学校優勝野球大会の歌」（作詞：福武周夫、作曲：信時潔）とは別に行進歌を作成することになったが、作詞は「大会歌」の時とは異なり一般への懸賞公募を行わず兵庫県武庫郡精道村（現在の芦屋市）に居住していた詩人の富田砕花へ依頼され、作曲者には関西学院に在校していた地縁から山田耕筰が指名されている。
楽曲の完成は1935年（昭和10年）7月29日付の大阪朝日11面で報じられ、日本コロムビアがA面に内本実の歌唱・B面にコロムビア管弦楽団の演奏（インストゥルメンタル）をそれぞれ収録したSP盤を製造した。大阪朝日の記事中では「來るべき大會シーズンには全國到るところ、愛球家の力强い唱和を聽くことであらう」と記され、当時の記念絵葉書でも歌詞が記述されたものがあるが、第21回大会開会式ではこの回より編成された中等学校のブラスバンドによる行進曲としての演奏のみが行われ、甲子園の本大会では以降の開催時も「行進歌」として歌唱されることは無かった。
戦後の学制改革に伴い大会名が「全国中等学校優勝野球大会」から「全国高等学校野球選手権大会」へ改称されたことを受け、1948年（昭和23年）の第30回記念大会より大会歌が現行の「栄冠は君に輝く」へ代替わりしたのに対し、旧大会歌の頃から「大会歌と行進曲は別」とされて来た関係上より行進曲に関しては選手権大会への改称後も「全国中等学校優勝野球大会行進歌」が「（全国中等学校優勝野球）大会行進曲」として使用され続けている。そうした経緯により山田が作曲した行進曲としては著名な反面、富田が作詞した歌詞の存在はほとんど忘れ去られた状態であったが1996年（平成8年）にコロムビアが発売した『山田耕筰の遺産 9 映画音楽、その他編』（規格品番：COCA-13179）のトラック22で内本の創唱が61年ぶりに収録された。その後は、いずれもコロムビアを発売元とする2004年（平成16年）のコンピレーション・アルバム『スポーツ音楽集』（COCP-32564）のトラック9、2010年（平成12年）の『野球ソングス 大定番と貴重盤』（COCP-36066）のトラック16でそれぞれ収録されている。
甲子園での本大会における「行進歌」としての歌唱は未だ実現していないが、2013年（平成25年）にどらドラパーク米子市民球場で行われた鳥取大会の開会式では県立米子東高校の女子生徒が独唱を行っている。